# Sandra Ceccarelli
Sandra Ceccarelli, född 3 juli 1967 i Milano, Lombardiet, är en italiensk skådespelerska.

## Utmärkelser
Ceccarelli har bland annat vunnit Volpipokalen för bästa kvinnliga skådespelare 2001 för Luce dei miei occhi.

## Roller i urval
- 1985 – Hemligt, hemligt!
- 2001 – I vapnens tjänst
- 2001 – Luce dei miei occhi
- 2002 – Il più bel giorno della mia vita
- 2006 – La vita che vorrei
- 2006 – Klimt